# Marta Jeschke
Marta Jeschke (Wejherowo, 2 giugno 1986) è una velocista polacca.

## Palmarès
| Anno | Manifestazione    | Sede       | Evento      | Risultato  | Prestazione | Note             |
| ---- | ----------------- | ---------- | ----------- | ---------- | ----------- | ---------------- |
| 2004 | Mondiali juniores | Bydgoszcz  | 200 m piani | Semifinale | 24"51       |                  |
| 2004 | Mondiali juniores | Bydgoszcz  | 4×100 m     | 7ª         | 45"34       |                  |
| 2005 | Europei juniores  | Kaunas     | 100 m piani | 5ª         | 11"86       |                  |
| 2005 | Europei juniores  | Kaunas     | 200 m piani | Semifinale | 24"63       |                  |
| 2005 | Europei juniores  | Kaunas     | 4×100 m     | Oro        | 44"65       |                  |
| 2007 | Europei under 23  | Debrecen   | 200 m piani | Bronzo     | 23"42       |                  |
| 2007 | Europei under 23  | Debrecen   | 4×100 m     | Bronzo     | 43"78       |                  |
| 2007 | Mondiali          | Osaka      | 4×100 m     | 8ª         | 43"57       |                  |
| 2008 | Giochi olimpici   | Pechino    | 200 m piani | Batteria   | 23"59       |                  |
| 2008 | Giochi olimpici   | Pechino    | 4×100 m     | Batteria   | 43"47       |                  |
| 2009 | Universiadi       | Belgrado   | 200 m piani | 5ª         | 23"65       |                  |
| 2009 | Universiadi       | Belgrado   | 4×100 m     | Argento    | 43"96       |                  |
| 2009 | Mondiali          | Berlino    | 4×100 m     | Batteria   | 43"63       |                  |
| 2010 | Europei           | Barcellona | 200 m piani | Semifinale | 23"36       |                  |
| 2010 | Europei           | Barcellona | 4×100 m     | Bronzo     | 42"68       | Record nazionale |
| 2011 | Mondiali          | Taegu      | 100 m piani | Batteria   | 11"72       |                  |
| 2011 | Mondiali          | Taegu      | 4×100 m     | Batteria   | dnf         |                  |
| 2012 | Europei           | Helsinki   | 4×100 m     | Bronzo     | 43"06       |                  |
| 2013 | Mondiali          | Mosca      | 4×100 m     | Batteria   | 43"18       |                  |
| 2014 | Mondiali indoor   | Sopot      | 60 m piani  | Semifinale | 7"41        |                  |
| 2014 | World Relays      | Nassau     | 4×100 m     | 14ª        | 44"59       |                  |
| 2015 | World Relays      | Nassau     | 4×100 m     | Batteria   | dq          |                  |
| 2015 | Mondiali          | Pechino    | 4×100 m     | Batteria   | 43"20       |                  |